# Marcha Real
La Marcha Real (in italiano: "Marcia reale"), nota anche come Marcha de Granaderos o Marcha Granadera, è l'inno nazionale della Spagna.
È uno dei rari casi di inno nazionale senza un testo ufficiale, caratteristica che deriva dal fatto che in passato ogni re modificava il testo.

## Storia
La Marcha Real è uno degli inni nazionali più antichi d'Europa. È menzionato per la prima volta nel 1768 nel Libro de la Ordenanza de los Toques de Pífanos y Tambores que se tocan nuevamente en la Infantería, compuestos por Don Manuel de Espinosa. 1761 di Manuel de Espinosa de los Monteros. In questo spartito è intitolato Marcha granadera o Marcha de granaderos. Secondo questo documento Manuel de Espinosa sarebbe il compositore.
Esisteva una falsa credenza che l’autore della Marcha Real fosse stato Federico II di Prussia, grande amante della musica. Secondo quanto scrisse il colonnello Antonio Vallecillo nel 1864 all’interno del diario El Espíritu Público, l’inno fu regalato da Federico II al militare Juan Martín Álvarez de Sotomayor, il quale si trovava alla corte prussiana per ordine di Carlo III per imparare le tattiche militari dell’esercito di Federico II. Nel 1868 la stessa storia venne pubblicata in Los Sucesos, ma in questa versione il destinatario del regalo di Federico II era Pedro Pablo Abarca de Bolea, conte di Aranda. Così questa idea erronea fu diffusa più volte negli ultimi decenni dell’Ottocento, fino a essere inclusa nel 1908 all’interno dell’Enciclopedia Espasa.
Nel 1770 il re Carlo III dichiarò la Marcha de Granaderos marcia d'onore formalizzando quindi l'usanza di utilizzarla nelle occasioni solenni. È stata eletta quindi ad inno nazionale senza nessuna disposizione scritta. Dopo la Rivoluzione gloriosa del settembre del 1868, il generale Prim indisse un concorso nazionale per creare un inno ufficiale ma non si presentò nessuno e quindi si continuò ad utilizzare come inno la Marcha de Granaderos.
La Marcha Real è stato l'inno nazionale dal XVIII secolo, con eccezione del periodo democratico della Seconda Repubblica Spagnola (1931-1939), in cui venne adottato l'Himno de Riego.
Il futuro dittatore Francisco Franco nel 1937 lo adotta nelle zone occupate dai nazionalisti durante la Guerra Civile e in seguito, portato a termine la conquista del paese e la sconfitta del Fronte Popolare, lo fa adottare nuovamente come inno nazionale (bollettino ufficiale spagnolo, 17 luglio 1942). Nel lungo periodo dittatoriale (1939–1975) spesso accompagna la musica un testo composto da José María Pemán, anche se non a carattere ufficiale.
Morto il caudillo (1975) e insediato come nuovo capo di Stato della restaurata monarchia Juan Carlos I, la Marcha Real rimane inno nazionale, anche se il testo spesso usato durante la dittatura sparisce.
La versione attuale fu commissionata al maestro Francisco Grau dopo l'approvazione della costituzione spagnola del 1978. Nel 2008 non andò a buon fine un tentativo di dare un testo ufficiale all'inno.

## Testo
L'inno spagnolo non ha mai posseduto un testo ufficiale stabile. Anticamente ne furono scritti vari usati ufficiosamente e che riscossero grande popolarità. I versi più vecchi, composti da Ventura de la Vega, furono utilizzati a partire dall'anno 1843:
Al grito acudid.

Dios salve a la Reina,

Dios salve al país.»
Venite al grido.

Dio salvi la regina,

Dio salvi il nostro paese.»

### Versione del testo di Eduardo Marquina (utilizzata ai tempi di Alfonso XIII di Spagna)
soberana luz

que es oro en tu Pendón.
Vida, vida, futuro de la Patria,

que en tus ojos es

abierto corazón.
Púrpura y oro: bandera inmortal;

en tus colores, juntas, carne y alma están.
Púrpura y oro: querer y lograr;

Tú eres, bandera, el signo del humano afán.
Gloria, gloria, corona de la Patria,

soberana luz

que es oro en tu Pendón.
Púrpura y oro: bandera inmortal;

en tus colores, juntas, carne y alma están.»
sovrana luce

che è oro nel tuo Stendardo.
Vita, vita, futuro della Patria,

che nei tuoi occhi è

cuore aperto.
Porpora e oro: bandiera immortale;

nei tuoi colori, insieme, carne ed anima stanno.
Porpora e oro: volere e riuscire;

Tu sei, bandiera, il segno dell'umano anelito.
Gloria, gloria, corona della Patria

sovrana luce

che è oro nel tuo Stendardo.
Porpora e oro: bandiera immortale;

nei tuoi colori, insieme, carne e anima stanno.»

### Versione del testo sotto i governi di Francisco Franco e Miguel Primo de Rivera
Segue il testo di José María Pemán (1897-1981) su commissione di Miguel Primo de Rivera
Dopo il 1939 i versi uno e quattro furono cambiati: "alzad la frente" in "alzad los brazos" (alzate le braccia) i "los yunques y las ruedas" in "los yugos y las flechas" (i gioghi e le frecce).

### Versione del testo carlista
Alzad los brazos, hijos

del pueblo español,

que vuelve a resurgir.
Gloria a la Patria que supo seguir,

sobre el azul del mar el caminar del sol.
¡Triunfa España!

Los yunques y las ruedas

cantan al compás

del himno de la fe.
Juntos con ellos cantemos de pie

la vida nueva y fuerte de trabajo y paz.
Viva España!
Alzad los brazos, hijos

del pueblo español,

que vuelve a resurgir.
Gloria a la Patria que supo seguir,

sobre el azul del mar el caminar del sol.»
Alzate le braccia, figli

del popolo spagnolo,

che ritorna a sorgere.
Gloria alla Patria che seppe seguire

sopra l’azzurro del mare il cammino del sole
Trionfi la Spagna

Le incudini e le ruote

cantano a ritmo

dell’inno della fede
Insieme con loro cantiamo in piedi

la vita nuova e forte del lavoro e della pace
Viva la Spagna!
Alzate le braccia, figli

del popolo spagnolo,

che ritorna a sorgere.
Gloria alla Patria che seppe seguire

sopra l’azzurro del mare il cammino del sole»